# Jorrit Faassen
Jorrit Joost Faassen (Leiderdorp, 24 februari 1980) is een Nederlands zakenman. Hij is onder andere bekend geworden vanwege zijn huwelijk met Maria Vladimirovna Vorontsova, de oudste dochter die Vladimir Poetin heeft bij zijn voormalige echtgenote. Faassen ontkent overigens een schoonzoon van Poetin te zijn of te zijn geweest.

## Leven en werk
Faassen groeide op in Leiderdorp en deed eindexamen aan het Visser 't Hooft Lyceum in Leiden (havo 1997, vwo 1999). De schilder Casper Faassen is zijn neef.
Faassen studeerde aan De Haagse Hogeschool en studeerde af in 2004. In 2006 verhuisde hij naar Moskou, waar hij snel carrière maakte. Hij werd directeur van Stroitransgaz en had een functie bij Gazprombank.
In 2008 is Faassen op Landgoed Voorlinden getrouwd met Vorontsova. Danny Plezier, een bekende van de bruidegom die optrad bij het feest, herinnert zich dit. Hij stelt expliciet dat het een trouwfeest was, maar hij kende de achtergrond van de bruid niet, al zaten er Russen aan de bar en werden er verwijzingen naar Moskou gemaakt. In elk geval tussen 2013 en 2015 woonden de twee enige tijd in een luxe appartement in de Krimwijk in Voorschoten en ze hebben minstens één kind, een zoon volgens verschillende mensen uit hun omgeving. De cellist Sergei Roldoegin, een vriend van Poetin en de doopvader van Vorontsova stelt dat ze in 2012 een zoon kreeg. Waar het stel woonde zijn er regelmatig protesten geweest, gericht op Poetin. Na het neerschieten van Malaysia Airlines-vlucht 17 en enige ophef in de buurt vertrokken ze naar Moskou.
Faassen kreeg in Moskou op 14 november 2010 na een verkeersincident klappen van de lijfwachten van een Russische bankier, Matvey Urin. Urin werd direct opgepakt en na drie processen veroordeeld tot zevenenhalf jaar gevangenisstraf en verloor al zijn banklicenties.
Faassen kocht in 2019 voor € 450.000 een braakliggend terrein in Duivendrecht om daar bedrijfspanden te gaan bouwen. De gemeente Ouder-Amstel heeft in 2022 de procedure met betrekking tot deze plannen "vanwege de internationale situatie direct gestaakt en opgeschort".  Op 12 mei 2023 heeft de officier van justitie bij het Functioneel Parket in Rotterdam beslag gelegd op het perceel in Duivendrecht. Dit valt te lezen in de documentatie van het kadaster. Het kadaster laat ook zien dat Faassen inmiddels staat ingeschreven in een appartementencomplex in Moskou.